# Вознесенка (Дуванский район)
Вознесенка (баш. Вознесенка) — село в Дуванском районе Республики Башкортостан Российской Федерации. Центр Вознесенского сельсовета. Согласно переписи 2020 года население составляло 1108  человек.
Село расположено на реке Мелекас.

## География

### Географическое положение
Расстояние до:
- районного центра (Месягутово): 47 км,
- ближайшей ж/д станции (Сулея): 122 км.

## Население
| 2002 | 2010  |
| ---- | ----- |
| 1220 | ↘1217 |

## Религия
В селе есть православная церковь Вознесения Господня.

## Известные уроженцы
- Колчанов, Григорий Семёнович (1901—1988) — советский военачальник, генерал-майор.